# Andre Robinson
Andre Ebenezer Robinson (* 17. November 2004) ist ein US-amerikanischer Schauspieler und Synchronsprecher.

## Leben
Robinson ist durch zahlreiche Synchronisationen bekannt. Ab der Folge 3.08b aus der US-amerikanischen Zeichentrickserie Willkommen bei den Louds löste er Caleel Harris als Sprecher von Clyde McBride ab. Weiterhin lieh er die Stimme von Niko aus der Fernsehserie Niko und das Schwert des Lichts.

## Synchronisation
- 2015–2019: Niko und das Schwert des Lichts
- seit 2018: Willkommen bei den Louds (Ab Folge 3.06b)
- 2021: Willkommen bei den Louds – Der Film
- 2022: Im Dutzend noch billiger